# Langschnabelweih
Der Langschnabelweih (Chondrohierax uncinatus) ist ein mittelgroßer Greifvogel aus der Familie der Habichtartigen, der sich auf die Jagd nach baumbewohnenden Schnecken spezialisiert hat. Die vor allem in Süd- und Mittelamerika sowie der Karibik verbreitete Art wurde erstmals im Jahr 1822 durch den niederländischen Zoologen Coenraad Jacob Temminck wissenschaftlich beschrieben. Der deutlich ausgeprägte Polymorphismus des Langschnabelweihs führte in der Vergangenheit zu Verwirrung bezüglich der taxonomischen Einordnung der Art und kann die Identifizierung und Zuordnung einzelner Individuen erheblich erschweren.

## Merkmale
Beim Langschnabelweih handelt es sich mit einer durchschnittlichen Größe im Bereich von 41 bis 46 cm bei einem Gewicht von 250 bis 300 g um einen mittelgroßen Vertreter der Habichtartigen. Wie bei vielen Greifvögeln sind die weiblichen Vertreter der Art grundsätzlich etwas größer und schwerer als ihre männlichen Artgenossen, die Unterschiede sind allerdings geringer ausgeprägt als bei den meisten anderen Arten. Neben den Größenunterschieden zeigt der Langschnabelweih auch bei der Färbung des Gefieders einen deutlichen Sexualdimorphismus, darüber hinaus existieren unabhängig vom Geschlecht ungewöhnlich viele weitere morphologische Unterschiede, von denen die Größe des scharfen, gebogenen Schnabels die auffälligste ist. Bei ausgewachsenen Vögeln kommen hier Größenunterschiede von mehr als 40 % vor, ein Zusammenhang zwischen Schnabelgröße und geographischer Verbreitung oder Geschlecht besteht hierbei offenbar nicht. Diese variable Physiologie führte in der Vergangenheit zur Postulierung diverser Arten und Unterarten, die heute nicht mehr als gültig angesehen werden. Neben dem Schnabel, dessen Form den Vögeln gemeinsam mit der Kopfform besonders in sitzender Haltung ein fast papageiartiges Aussehen verleiht, sind die Größe und Form der Flügel das hervorstechendste Merkmal des Langschnabelweihs. Diese wirken kürzer und breiter als bei verwandten Arten, was sehr wahrscheinlich eine Anpassung an den bewaldeten Lebensraum der Vögel darstellt. Um den hierdurch erhöhten Luftwiderstand auszugleichen, stehen die Handschwingen an den Flügelspitzen weit auseinander, was für eine verbesserte Manövrierfähigkeit in beengten Räumen und erhöhte Steiggeschwindigkeit sorgt. Im Flug werden die Flügel leicht nach vorn zum Kopf hin gestreckt, was für ein leicht zu erkennendes Flugmuster sorgt. Des Weiteren ist beim Langschnabelweih das Laufbein deutlich verkürzt.

### Beschreibung der unterschiedlichen Morphen

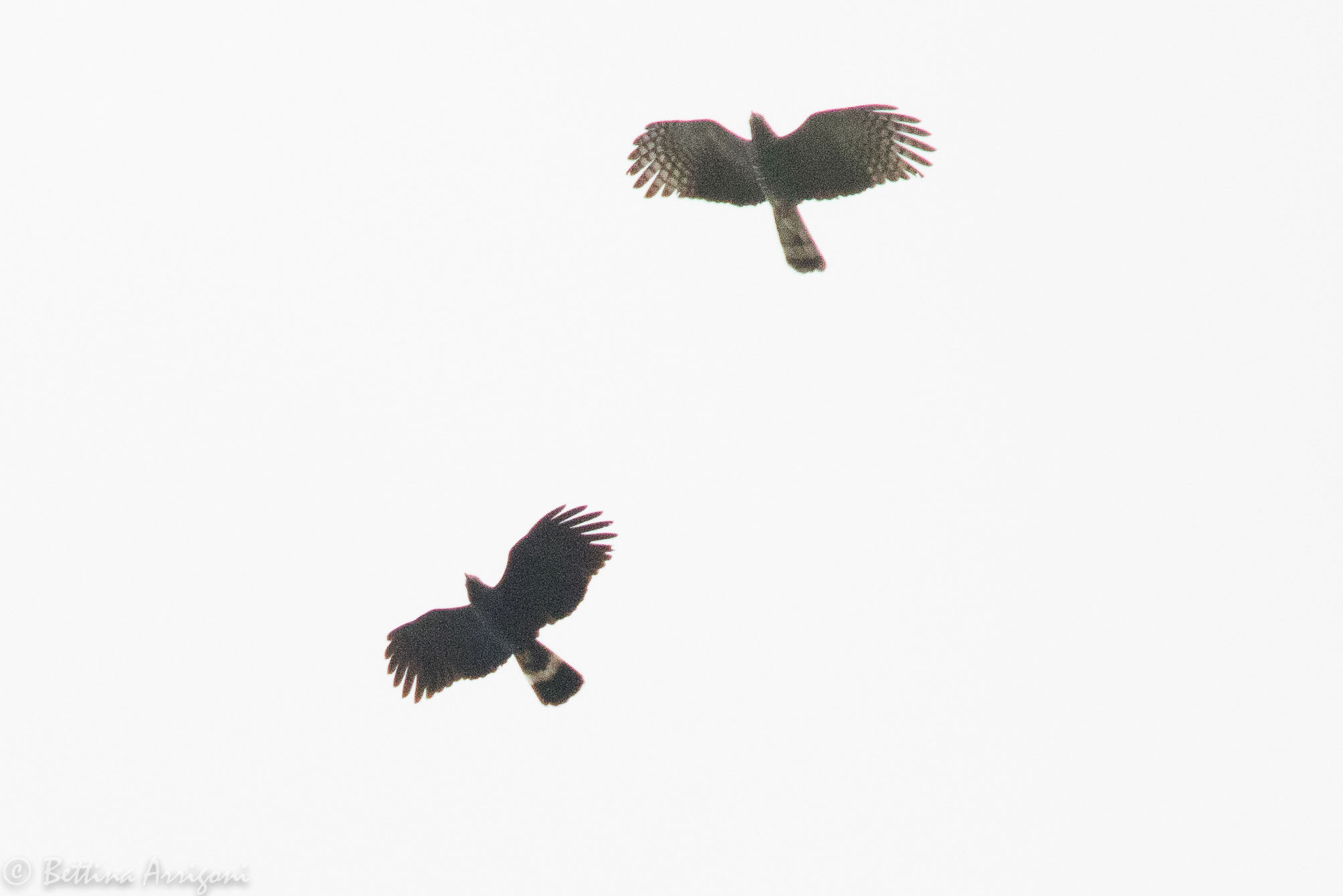
Langschnabelweihe unterschiedlicher Morphen im Flug. Gut zu erkennen sind die charakteristisch kurzen, breiten Flügel und die weit auseinanderstehenden Handschwingen.

Ein typisches Männchen der Art ist an Rücken und Hinterhaupt bleigrau bis schwarzgrau gefärbt, am Kopf können zusätzlich einige weiße Stellen sichtbar sein, zum Gesicht hin wird das Bleigraue zunehmend dunkler. An Brust und Bauch wird die bleigraue Färbung der Oberseite zunehmend heller und wechselt sich mit unterschiedlich breiten, weißen bis zimtfarbenen Bändern ab, die dunkelbraun bis schwarz gerändert sein können. Die Deckfedern des charakteristisch langen Schwanzes zeigen Weiß- bis Ockertöne, bei einigen Individuen ist eine bleigraue Bänderung erkennbar. Die übrigen Schwanzfedern zeigen eine schwärzliche Grundfärbung mit weißen bis mausgrauen Spitzen und eine doppelte Bänderung in Weiß-, Ocker- oder Zimttönen. Die überwiegend gräulichen Schwungfedern besitzen eine ähnliche Bänderung, die an der Unterseite jedoch auch schwärzlich statt Ocker- oder Zimtfarben ausfallen kann. Die Nebenfedern sind meist einheitlich bleigrau, nur gelegentlich zeigen sich hier noch Andeutungen einer Bänderung. Der kräftige Schnabel ist schwarz gefärbt, mit olivgrünen Akzenten an der Unterseite. Die Iris des Auges ist grünlich-weiß. Die Beine und Füße sind orange-gelb und enden in schwarzen Krallen.

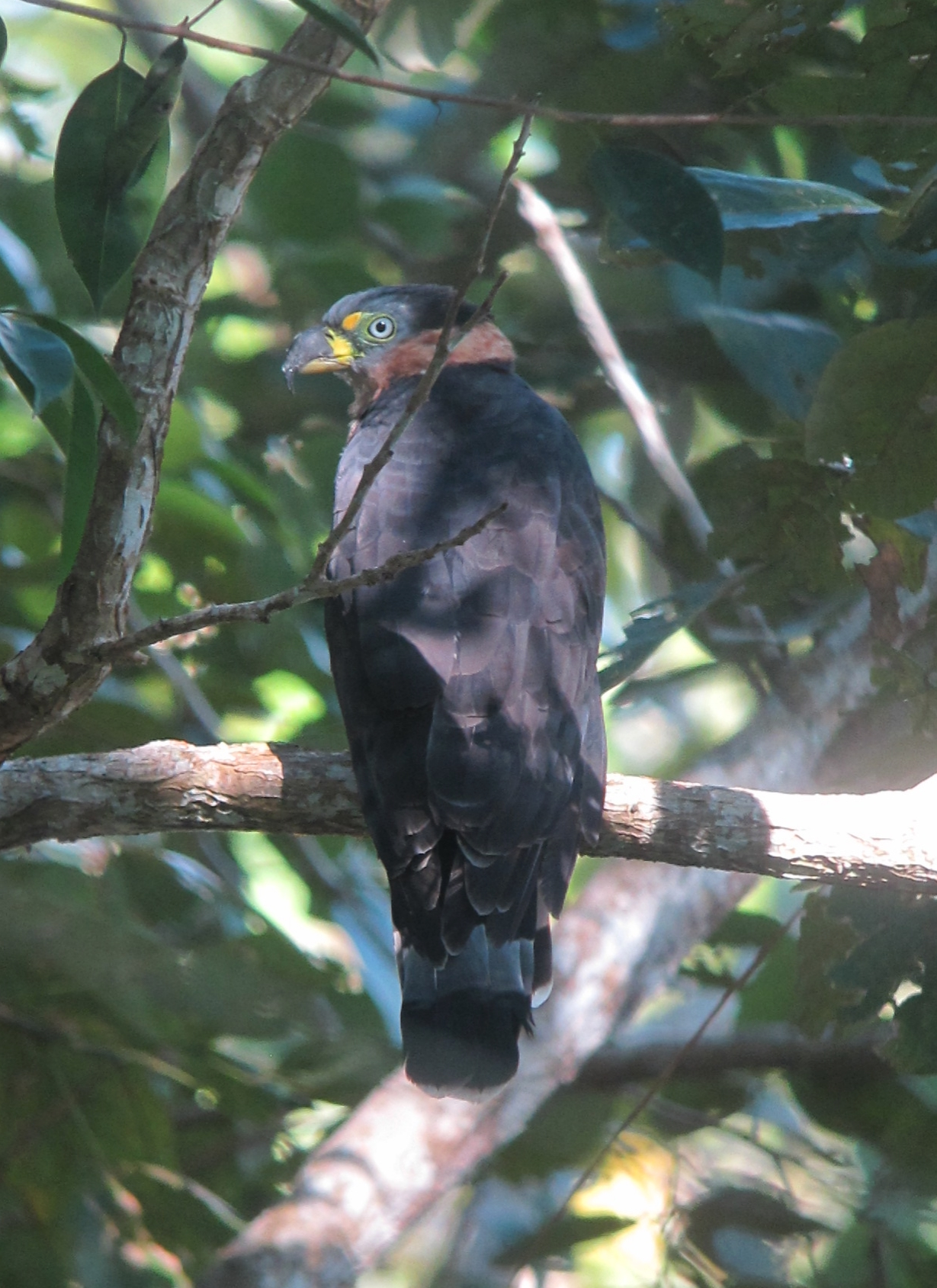
Weiblicher Langschnabelweih (braune Morphe)

Das Gefieder der Weibchen der sogenannten „braunen Morphe“ kann an der Stirn und im Bereich der Ohröffnungen verschiedene Grautöne annehmen, die Haube ist zumeist etwas dunkler. Über den Nacken zieht sich ein gelb- bis ockerbraunes Band. Rücken und Schultern sind zumeist einheitlich dunkel- bis graubraun gefärbt, zu den Federspitzen hin wirken die Farben in diesem Bereich zumeist etwas blasser. An der Brust, dem Bauch und der Unterseite der Flügel besitzen die Konturfedern eine weißliche Grundfärbung, die von einer Reihe breiter Streifen durchzogen wird, deren Färbung und Ausprägung von Individuum zu Individuum stark unterschiedlich ausfallen kann. Das Spektrum reicht hierbei von Zimt- über Braun- bis hin zu blassen Rottönen. Gelegentlich sind diese Streifen von schwärzlichen Rändern umgeben. Die Schwungfedern sind zumeist haselnuss- oder rostbraun gefärbt, mit nur wenig ausgeprägter, schwärzlicher Bänderung. Die Nebenfedern sind an der Oberseite schwärzlich, an der Unterseite geht die Färbung eher in Grau-, Weiß- und Cremetöne über. Die Steuerfedern sind an der Basis noch weiß, wechseln zur Spitze hin jedoch zu teils recht dunklen Schwarz- und Grautönen. Der Schnabel entspricht dem des Männchens, die Zügel und Wachshaut sind orange bis gelblich und durchzogen von olivgrünen Flecken, das nach vorn zunehmend in ein kräftiges Grasgrün übergeht. Über dem Auge befindet sich außerdem ein orangefarbener Fleck, die Iris ist beim Weibchen immer weiß gefärbt. Die Beine und Füße zeigen ein rötliches gelb. Darüber hinaus existiert bei den Weibchen eine sogenannte „Graurücken-Morphe“, deren namensgebende graue Färbung am Rücken deutlich kräftiger ausfällt. Das gelblich-braune Band entlang des Nackens ist erheblicher weniger ausgeprägt oder fehlt ganz. Weibchen dieser Farbvariante können leicht mit Männchen mit besonders ausgeprägter Bänderung verwechselt werden.
Zusätzlich zu den bereits erwähnten Varianten existieren bei beiden Geschlechtern melanistische Morphe, deren Gefieder fast vollständig schwarz gefärbt ist und einen gut erkennbaren, bronzenen, grünlichen oder lila Glanzeffekt aufweist. An den Schwanzfedern zeigt sich ein einzelnes weißes Band. Bei dieser Form sind außerdem Wachshaut und Augenlider gelblich grün gefärbt, während die Haut vor dem Auge einen bläulich-grünen Ton aufweist. Augenfleck, Beine und Iris entsprechen in der Färbung der eines Weibchens der braunen Morphe.

### Jungvögel
Anders als bei den adulten Vögeln liegen bei Jungvögeln nur zwei dezidierte Farbvarianten – eine helle und eine melanistische Morphe – unabhängig vom Geschlecht vor. Melanistische Exemplare unterscheiden sich bereits kurz nach dem Ablegen der Nestlings-Daunen optisch kaum noch von ihren oben beschriebenen adulten Artgenossen. Bei der hellen Variante sind die Federn an Kopf, Schultern, Flügeln und Rücken je nach Individuum einheitlich in dunklen Braun- bis schwachen Grautönen gehalten. An der Brust dominieren Weißtöne, die von bräunlichen Streifen durchzogen sind. Dieses Muster setzt sich in Form eines breiten Bandes entlang des Nackens fort. Die Grundfarbe der Steuerfedern ist ebenfalls weiß bis schwach gräulich. Sie wechselt sich mit einer Reihe breiter Bänder in einem bräunlichen Grau ab.

## Verhalten
Außerhalb der Brutzeit können Langschnabelweihe vor allem in den Morgenstunden bei relativ kurzen Gleitflügen beobachtet werden, die die Vögel jedoch selten in große Höhen führen. Ruhephasen verbringen sie bevorzugt an eher wenig exponierten Plätzen unterhalb des Blätterdachs. Ihre Lebensweise ist in der Regel weniger solitär als die vieler anderer Greifvögel, besonders an ergiebigen Futterplätzen können Langschnabelweihe gelegentlich in kleinen Gruppen angetroffen werden. Eine Verteidigung des eigenen Territoriums gegenüber anderen Arten findet nur während der Brutzeit statt, wenn sich andere Vögel dem Nest zu sehr nähern. Galt die Art lange Zeit als Standvogel, ist seit Anfang der 2000er-Jahre bekannt, dass zumindest ein gewisser Teil der Population saisonale Migrationen unternimmt. An der Küste von Belize konnte beobachtet werden, dass Langschnabelweihe dabei Schwärme von bis zu 120 Individuen bilden. Die am häufigsten gehörten Lautäußerungen der Art sollen dem Gesang eines Trupials ähneln und hauptsächlich von einem Ast aus vorgetragen werden. Des Weiteren existiert ein Alarm- und Verteidigungsruf, der als laut rasselnd oder keckernd beschrieben wird und in etwa wie wi-i-i-i-i-i-i-i-uh oder weh keh-eh-eh-eh-eh-eh klingen soll.

### Ernährung

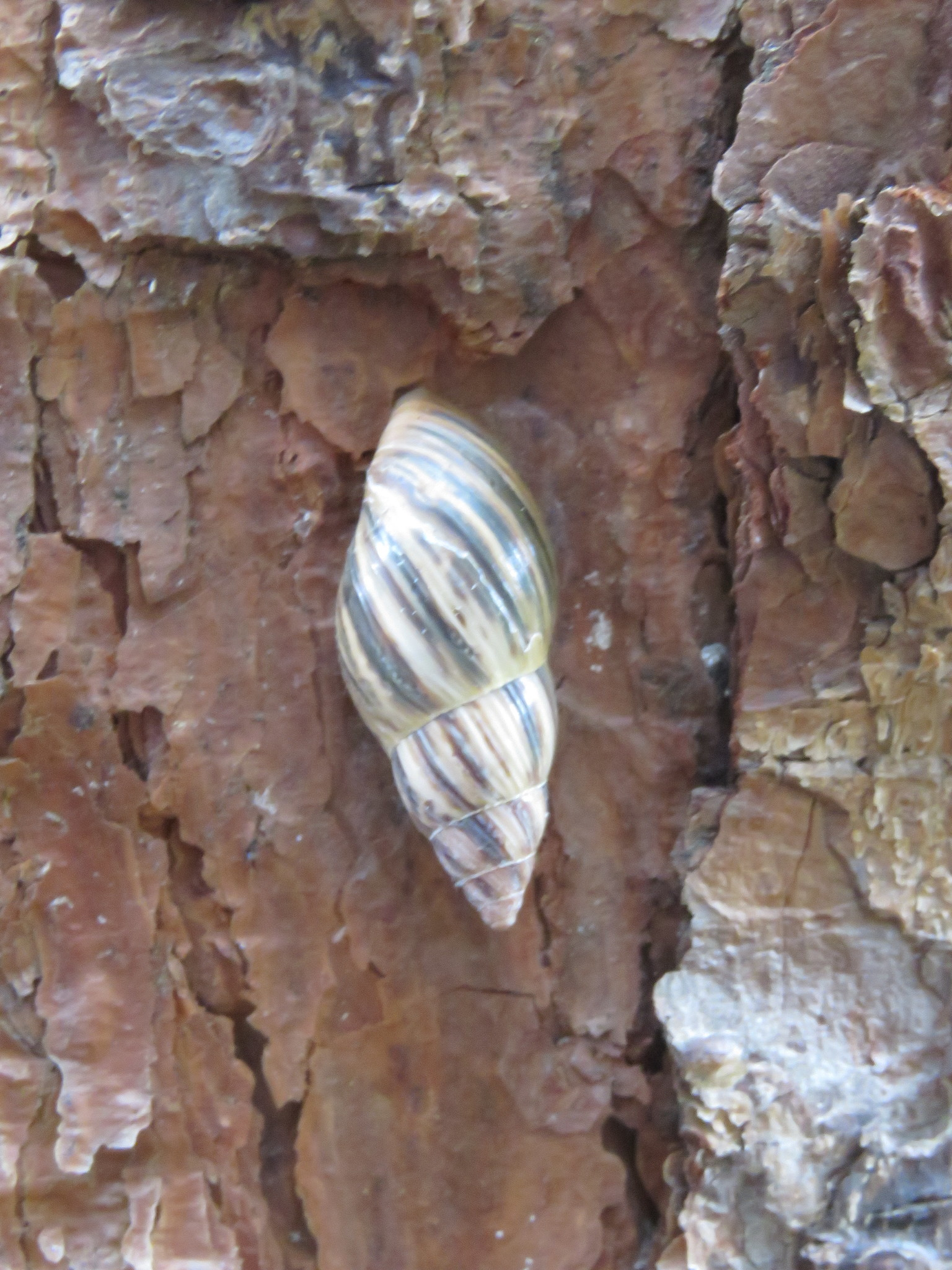
Baumbewohnende Schnecken wie Drymaeus convexus bilden den Hauptbestandteil der Nahrung des Langschnabelweihs

Der Langschnabelweih hat sich auf die Jagd nach baumbewohnenden Schnecken spezialisiert, die mehr als 90 % der Ernährung ausmachen. Besonders häufig werden die Arten Orthalicus princeps, Helicina rostrata sowie verschiedene Drymaeus-Arten verzehrt. Des Weiteren werden selten auch Land- oder Wasserschnecken erbeutet. Ältere Beschreibungen führen häufig noch Frösche, Kröten, Salamander, Vögel, Insekten oder Raupen als Beutetiere auf, aktuellere Beobachtungen über längere Zeiträume konnten jedoch lediglich die gelegentliche Aufnahme von Salamandern und – in einem einzelnen Fall – Fröschen oder Kröten bestätigen. Whitacre und Vásquez (2012) spekulieren, dass es sich bei den übrigen Beutetieren um eine fehlerhafte Beobachtung handelt, die anschließend von Forscher zu Forscher übernommen wurde. Um an das Fleisch der gefangenen Schnecken zu gelangen, nutzt der Langschnabelweih eine ungewöhnliche Technik, die von keinem anderen schneckenfressenden Greifvogel bekannt ist. Die Schnecke wird – fast immer mit dem linken Fuß – mit der Öffnung nach oben auf einem Ast fixiert, woraufhin der Vogel zunächst mit der Spitze des stark gebogenen Schnabels die feste, schließende Membran aus der Öffnung entfernt. Anschließend verbreitert er die Öffnung, indem er Teile aus dem Rand der Schale herausbricht. Ist die Öffnung groß genug, steckt der Vogel die obere Mandibel des Schnabels hinein und beginnt damit, die einzelnen Abschnitte des Spindelinneren nacheinander aufzubrechen. Dieser Vorgang hinterlässt am Panzer der Schnecke einen unverwechselbaren Schaden und wird solange fortgesetzt, bis die Schnecke herausgezogen oder -gehebelt werden kann. Die variable Größe und Krümmung des Schnabels des Langschnabelweihs hängen offenbar direkt mit der maximalen Größe der in einer Region verfügbaren Schneckenpopulationen zusammen. Kommen in einem Gebiet sowohl kleinere als auch größere Schneckenarten vor, sind in diesem auch Langschnabelweihe mit großen und kleinen Schnäbeln sympatrisch anzutreffen. Bemerkenswert ist hierbei, dass es in diesen Fällen offenbar keine Zwischenformen, also Vögel mit „mittelgroßen“ Schnäbeln zu geben scheint. Ein Forschungsbericht aus dem Jahr 1950 beschreibt das Verhalten einer Gruppe von fünf Fischertukanen in Panama, die einem Langschnabelweih über längere Zeit bei der Nahrungssuche folgten und offenbar mit dessen Hilfe ergiebige Futterstellen ausfindig machen wollten. Ob es sich hierbei um einen Einzelfall handelt, oder Langschnabelweihe regelmäßig von anderen Arten als Futterindikatoren genutzt werden, ist unbekannt.

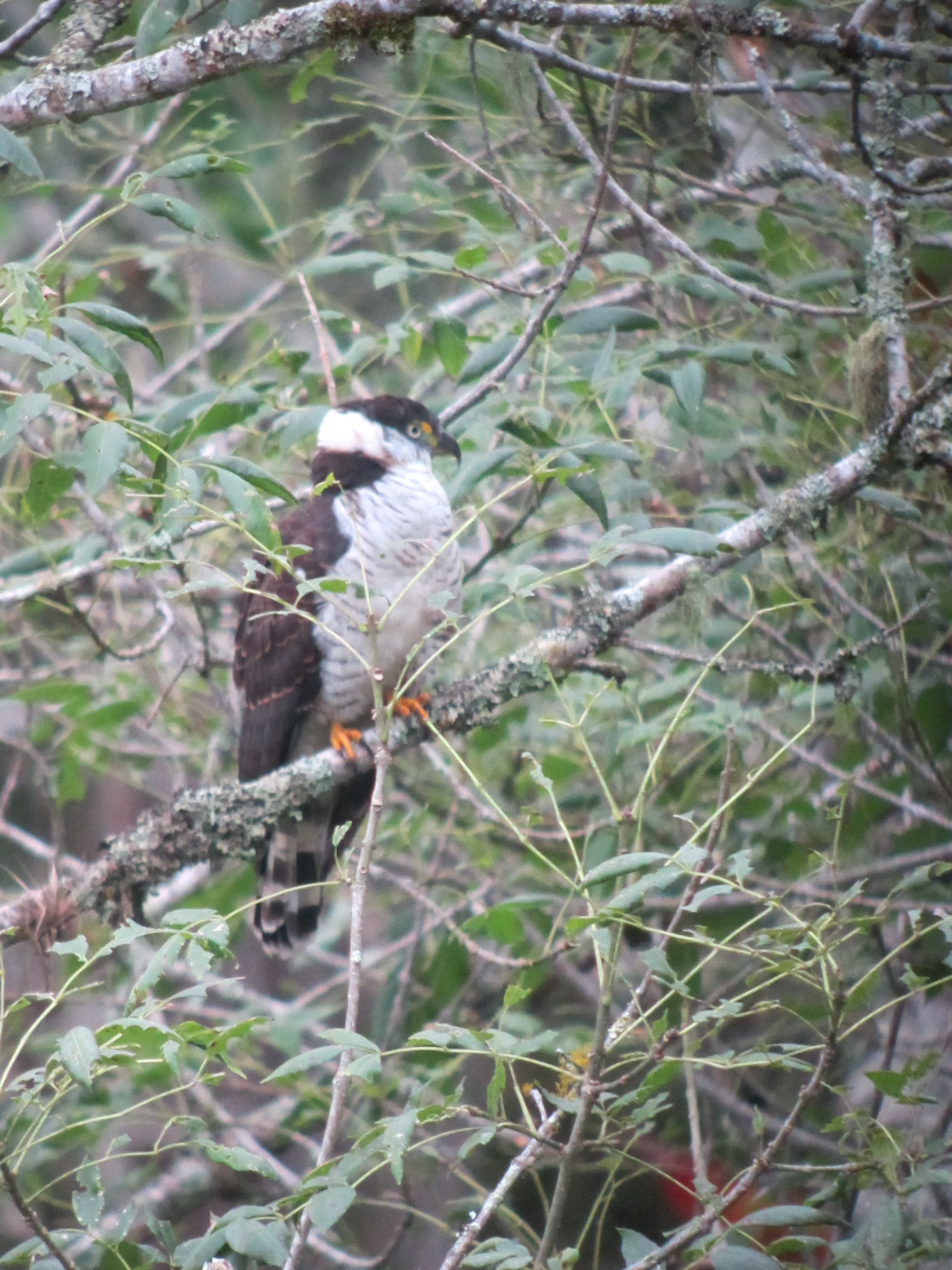
Jungvogel der hellen Morphe nach Verlassen des Nests in Líbano, Kolumbien

### Fortpflanzung
Die Brutzeit beginnt üblicherweise im März und kann sich bis in den Juli hinein erstrecken. Als Nest dient eine flache Plattform aus Ästen mit einem Durchmesser von etwa 30 cm, die typischerweise in einem Baum etwa einen bis zwei Meter unterhalb der Spitze errichtet wird. Beide Geschlechter beteiligen sich gleichermaßen am Bau der Konstruktion. Nach der Kopulation legt das Weibchen typischerweise zwei, sehr selten auch drei Eier, mit einer durchschnittlichen Größe von 45,0 × 36,5 mm. Ihr Gewicht liegt bei etwa 32 bis 35 g. Auch die Bebrütung der Eier sowie die anschließende Versorgung der Jungvögel erfolgt durch beide Elterntiere gleichermaßen. Bei männlichen Langschnabelweihen konnte die Ausbildung eines Brutflecks nachgewiesen werden. Die Inkubationsdauer der Eier variiert von Nest zu Nest, Beobachtungen reichen von 24 bis 33 Tagen. Wie lange die Nachkommen nach dem Schlüpfen von den Altvögeln abhängig bleiben, ist unbekannt, zumindest für eine gewisse Zeit scheinen die Jungvögel den Eltern allerdings noch zu folgen. Es existieren Berichte von Familiengruppen aus Texas, die noch in den Wintermonaten gemeinsam gesichtet wurden.

## Verbreitung und Gefährdung

Verbreitungsgebiet des Langschnabelweihs

Der Langschnabelweih bewohnt bewaldete Regionen in Süd- und Mittelamerika, wobei tropische und subtropische Wälder bis auf eine Höhe von etwa 1000 m bevorzugt werden. Lokal gelangen jedoch auch Nachweise in temperierten Gebieten auf bis zu 2700 m, in Extremfällen sogar bis auf 3100 m, Höhe. Sein Verbreitungsgebiet erstreckt sich von den südlichsten Ausläufern des US-Bundesstaats Texas über Mexiko und Mittelamerika bis in den Süden Brasiliens und den äußersten Norden Argentiniens, weist dabei jedoch große Lücken auf. Die Art gilt in ihrem Fortbestand als insgesamt nicht gefährdet und wird von der IUCN unter dem Status least concern geführt. Die Organisation geht mit Stand 2016 von etwa 200.000 adulten Individuen aus, die Bestandsentwicklung ist jedoch allgemein rückläufig. Als stark vom Aussterben bedroht gilt die auf der Karibikinsel Grenada endemische Unterart C. u. mirus, die in den 1980er-Jahren bereits als ausgestorben galt. Eine Studie in den Jahren 2000 bis 2006 konnte jedoch noch einige wenige Vertreter des Grenada-Langschnabelweihs nachweisen, die auch noch erfolgreiche Brutvorgänge durchführten. Die Forscher gehen noch von einer Restpopulation in der Größenordnung von 15 bis 30 ausgewachsenen Vögeln aus.

## Systematik
Coenraad Jacob Temminck beschrieb den Langschnabelweih ursprünglich unter dem wissenschaftlichen Namen Falco uncinatus und stellte ihn damit zunächst zu den Echten Falken. 1843 führte René Primevère Lesson die für die Wissenschaft neue Gattung Chondrohierax für die Langschnabelweih ein. Während in der Vergangenheit die großen morphologischen Unterschiede innerhalb der Art (insbesondere die erheblich variierende Größe des Schnabels) zur Einführung und Verwerfung diverser Unterarten des Langschnabelweihs geführt haben, werden heute nur noch zwei Unterarten als gültig betrachtet. Neben der Nominatform C. u. uncinatus, die das amerikanische Festland bewohnt, gibt es noch die stark gefährdete Unterart C. u. mirus auf Grenada. Vertreter dieser Unterart sind erheblich kleiner als ihre zur Nominatform gehörenden Artgenossen. Des Weiteren tendieren die Männchen in ihrer Färbung stark zu der der Weibchen, stark ausgeprägte graue Formen kommen auf Grenada nicht mehr vor. Noch recht neu ist die Einstufung des ebenso gefährdeten Kuba-Langschnabelweihs (C. wilsonii) als eigenständige Art, der lange als Unterart des Langschnabelweihs geführt wurde. Neben dem Kuba-Langschnabelweih gelten die Arten der Gattungen Leptodon und Aviceda als engste Verwandte des Langschnabelweihs.
Es werden folgende Unterarten unterschieden:
- C. u. uncinatus (Temminck, 1822)[13] kommt vom Süden der USA über Mexiko bis ins nördliche Argentinien vor
- C. u. mirus Friedmann, 1934[16] kommt auf Grenada vor.

Chondrohierax uncinatus aquilonis Friedmann, 1934, Chondrohierax uncinatus immanis Friedmann, 1934 und Regerhinus (Cymindis) Megarhynchus Des Murs, 1855 werden als Synonyme zur Nominatform betrachtet. Alfred Laubmann sah in einem Exemplar von Fort Wheeler im Chaco Boreal erwähnt durch Elsie Naumburg den einzigen Nachweis für Paraguay. Die Art scheint dort also selten vorzukommen.

## Etymologie
Der Begriff Chondrohierax leitet sich von χονδρος khondros für grob und ἱεραξ, ἱερακος hierax, hierakos für Falke, Habicht Sperber. Der Artname uncinatus hat seinen Ursprung in lateinisch uncinatus uncus, unci ‚gebogen, Haken‘. Mirus bedeutet lateinisch mirus ‚wunderschön, besonders‘, aquilonis lateinisch aquilo, aquilonis ‚Nordwind, Norden‘, immanis lateinisch immanis ‚monströs, wild‘ und megarhynchus μεγα, μεγας, μεγαλη mega, megas, megale für viel, groß, lang und ῥυγχος rhynkhos für Schnabel.